# Farsetia longisiliqua
Farsetia longisiliqua är en korsblommig växtart som beskrevs av Joseph Decaisne. Farsetia longisiliqua ingår i släktet Farsetia och familjen korsblommiga växter. Inga underarter finns listade i Catalogue of Life.